# Ich, Du und Ovid
Ich, Du und Ovid ist eine rumänische Liebes-Komödie aus dem Jahr 1978.

## Hintergrund
Das Studio Bukarest nahm das Drehbuch für den Film bereits am 26. März 1959 unter dem Titel „Cinci fete cucuiete sau Marea e de vină“ nach einer Idee von Bogdan Căuș und Dialogen von Alexandru Mirodan ab. Da sich die Produktionsarbeiten allerdings um über 15 Jahre verzögerten und beide Autoren nicht mehr verfügbar waren, wurden Beno Meirovici und Alexandru Struțeanu zum Schreiben des endgültigen Drehbuchs engagiert, wobei der Regisseur Geo Saizescu mehrere Dialoge beitrug und schließlich ebenfalls als Mitautor genannt wurde.
Die Produktion begann am 3. Mai 1977. Gedreht wurde vom 25. Juli bis 25. Oktober 1977. Am 8. Dezember 1977 endete die Produktion und kostete insgesamt 3,117 Mio. Lei. Am 27. Februar 1978 kam der Film in die Kinos und wurde von insgesamt 3.524.128 Zuschauern gesehen. Etwa anderthalb Jahre später kam er am 7. September 1978 in die ostdeutschen Kinos und wurde am 28. Januar 1981 zum ersten Mal im deutschsprachigen Fernsehen, auf dem ostdeutschen Fernsehsender DFF 1, ausgestrahlt.
1978 wurde Violeta Andrei für ihre Darstellung der Ioana Teodorescu von der Asociația Cineaștilor din România als Beste Hauptdarstellerin ausgezeichnet, wobei sie sich den Preis mit Valeria Seciu teilen musste, die in Înainte de tăcere brillierte.

## Kritik
Das Lexikon des internationalen Films meinte: „Ein mißglücktes Lustspiel im Arbeitsmilieu.“